# ラガート (潜水艦)
ラガート (USS Lagarto, SS-371) は、アメリカ海軍の潜水艦。バラオ級潜水艦の一隻。艦名はスペイン語で「トカゲ」を意味し、英名Lizardfishと同じくエソ科の総称に因む。

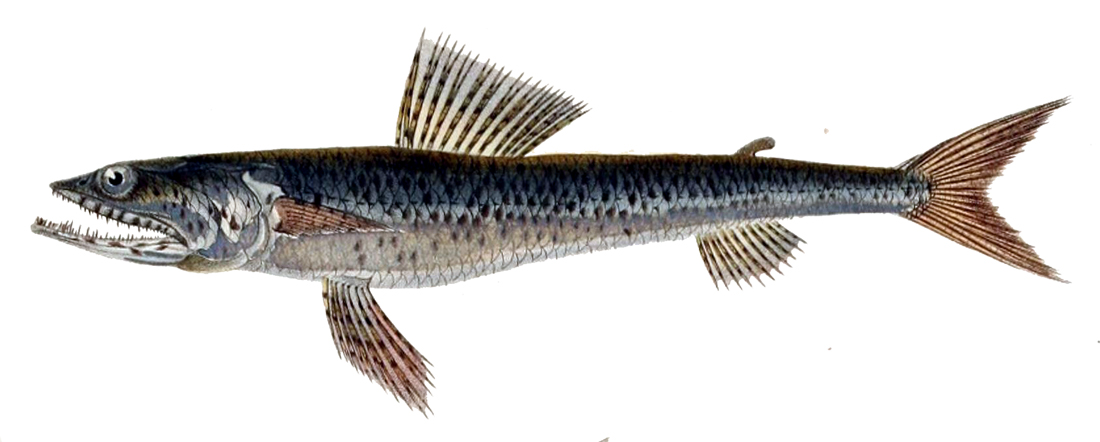
ダイヤモンド・リザードフィッシュ（Lagarto capitan）

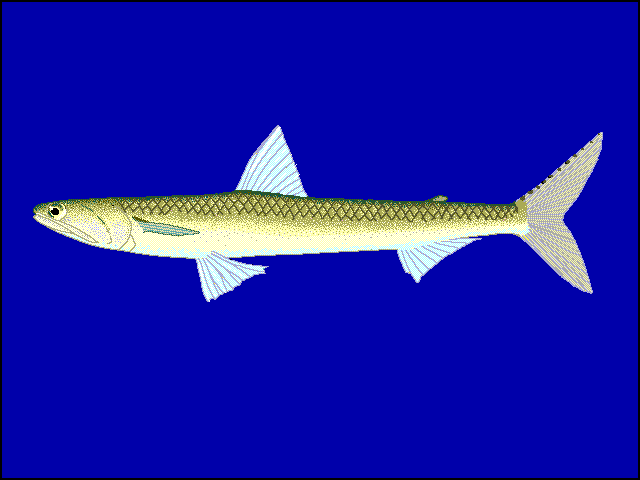
ブラッシュトゥース・リザードフィッシュ（Lagarto escamoso）

## 艦歴
ラガートは1944年1月12日にウィスコンシン州マニトワックのマニトワック造船で起工した。1944年5月28日にエミリー・タフト・ダグラス（イリノイ州選出下院議員）によって命名、進水し、10月14日に艦長フランク・D・ラタ少佐（アナポリス1932年組）の指揮下就役する。ラタはナーワル (USS Narwhal, SS-167) の艦長として9度の哨戒を経験し、海軍十字章の受章者であった。

### 初出撃まで
浮きドックに納められミシシッピ川を下ったラガートは、1944年11月12日にルイジアナ州ニューオーリンズを出航、駆潜艇 SC-512 の護衛を受けてパナマに向かう。11月15日に駆潜艇と別れ、パナマ司令官に対し二日後に公試を開始することを報告する。11月20日から12月5日までジョン・G・ジョンズ大佐がラガートの訓練を監督したが、この間の12月3日にパラス島沖で主任機関士のパット・コールが血栓のため急死した。ラガートは12月9日にパナマ運河地帯のバルボアを出航し、クリスマスに真珠湾に到着した。翌日からジェシー・L・ハル大佐の監督下訓練および信頼性の確認を開始した。信頼性確認では2門目の5インチ砲増設および20ミリ機銃に代えて40ミリ機関砲の装着が行われ、艦前方への収納庫の増設、50口径機銃の装着が行われた。パナマ湾での音響テストでは、何かしらの音を出していた右スクリューが交換された。特別訓練および信頼性試験は1945年1月23日に完了した。

### 第1の哨戒 1945年1月 - 3月
1月24日、ラガートは最初の哨戒でハダック (USS Haddock, SS-231) とともに小笠原諸島方面に向かった。駆潜艇 PC-486 の護衛を受けて真珠湾を出航し、2月5日に歩兵上陸用舟艇 LCI-677の出迎えを受けてサイパン島タナパグ港に到着。アングラー (USS Angler, SS-240) と並んで潜水母艦フルトン (USS Fulton, AS-11) に横付けした。しかし、翌2月6日に自動車事故が起き、ラガート乗組の2人のベテラン将校であるウォルター・R・ショー、アレン・G・ブレウィントンと潜水隊司令ジョン・P・ローチ、およびアナポリス時代の級友らが大怪我を負った。この事故により、潜水隊司令はウォルター・B・フェルプスに代わった。また、ショーとブレヴィントンもラガートから退艦したが、ショーはこの怪我が原因で数日後に他界した。
2月7日、ラガートはハダック、セネット (USS Sennet, SS-408) とウルフパック「ラタズ・ランサーズ Latta’s Lancers 」を構成し出撃。この哨戒では、この方面にある特設監視艇群を蹴散らして来るべき硫黄島の戦いを支援する第58任務部隊（マーク・ミッチャー中将）やB-29などへの手助けをする任務が与えられていた。2月8日、ラガートにショーの訃報がもたらされた。ラタは悲しみにくれつつも任務を遂行する旨、潜水隊司令に報告した。2月11日、ラガートは自艦の哨区に到着し、任務を開始。翌2月12日、ラガートのレーダーは何らかの目標を探知。これは先にB-29から警告されていた目標と思われた。ハダックもレーダーで目標を探知し、追跡を開始した。ラガートとハダックは西航し、やがてセネットも合流して目標を追い続けた。2月13日早朝、北緯30度00分 東経138度30分 / 北緯30.000度 東経138.500度の地点でラガートらのウルフパックは漂泊していた特設監視艇を発見し攻撃。ラガートを中心にハダックとセネットで包囲態勢を作り、6時20分に特設監視艇第八事代丸（寺本正市、109トン）と第三号昭和丸（籠尾兼吉、76トン）に一方的な戦いを行った。2隻の監視艇も必死の反撃に打って出たが全く勝負にならず、あっけなく撃沈された。ウルフパックは残骸や脱出した乗組員を銃撃した後、更なる獲物を求めた。途中、一式陸攻に発見され潜航を余儀なくされたが、被害はなかった。再浮上の後、新たな特設監視艇を発見。巧みに接近し、翌2月14日の夜明けに攻撃。あいにくの曇天だったが、5,100メートルの距離から射撃。攻撃された特設監視艇第三感応丸（佐野信太郎、98トン）の抵抗は前日のものより激しく、攻撃したラガートらのウルフパックは抵抗に手を焼き、ハダックに至っては小物相手ながら魚雷1本を発射。しかし、これは命中しなかった。やがて機銃弾を使い果たしたので7時ごろにこの海域を去った。その後は豊後水道方面の新しい哨区に向かった。2月24日11時ごろ、ラガートは北緯32度41分 東経132度36分 / 北緯32.683度 東経132.600度の沖の島近海で呂型潜水艦と思しき艦船を発見し、態勢を整えて11時18分に魚雷4本を発射。魚雷は目標に命中し目標は海中で何度も爆発しながら沈んでいった。この事からアメリカ側では、この艦船は1月31日にメレヨン島から日本に向けて航行していた伊371であろうとしている。しかし、実際にラガートが撃沈したのは辰桃丸（辰馬汽船、880トン）だった。この後の哨戒は荒天の影響もあり、何隻かの特設監視艇と遭遇した以外は実りのないものとなった。3月14日にハダックと合流し、3月20日に55日間の行動を終えてスービック湾に帰投。潜水母艦ハワード・W・ギルモア (USS Howard W. Gilmore, AS-16) による整備を受けた。

### 第2の哨戒 1945年4月 - 5月・ラガートの喪失
4月12日、ラガートは2回目の哨戒で南シナ海およびタイランド湾方面に向かった。4月27日、ラガートはバヤ (USS Baya, SS-318) と合流し、ともにタイランド湾外側の水域に急いだ。5月2日、バヤはPB4Y-2 プライバティアからの報告でラガートとカイマン (USS Caiman, SS-323) の接近を知った。20時55分にラガートはバヤと交信。その少し後の21時55分、バヤのレーダーがおよそ14キロ先にある4つの目標を探知した。22時10分にバヤから目標に関する報告を受けたラガートは、バヤとともに9ノットの速度で追跡。次第に、目標は1隻の大型船、1隻の艦型不詳の艦船、2隻の護衛艦だろうと判断された。バヤは12ノットの速力で船団の右側から追跡し、ラガートは反対側を進んだ。レーダーには新たな2つの目標が探知され、それは反対側を行くラガートと、3つのマストを持ったジャンクと判断された。追跡中、バヤは船団の中に白鷹型敷設艦がいることを確認。しかし、あと一歩と言うところでラガートが砲撃を受け撃退され、バヤも同様に追い払われた。
5月3日朝、ラガートとバヤは会合し、船団の襲撃プランを練った。その結果、「ラガートが14時から潜航して船団に接近し、バヤは24キロメートルの距離を保って船団を追跡する。首尾よくいかなければ、21時30分までに攻撃する」という戦法が採用された。そして、同日の15時にバヤはラガートに接触報告を送信した。しかし、もうすぐ5月4日になる時までラガートが攻撃しないように見えたので、バヤは単艦で船団を攻撃することとした。しかし、この攻撃も護衛艦に阻止されて成功しなかった。しかも、その頃になるとラガートからの音信はぱったりと止まっていた。5月3日朝に会合したのを最後に、ラガートは行方不明となった。
アメリカ側の調査により日本側の記録から、5月3日から4日にかけて、船団の2隻の護衛艦のうち1隻だったであろう敷設艦初鷹が北緯07度55分 東経102度00分 / 北緯7.917度 東経102.000度の地点で行った対潜攻撃がラガートを仕留めた攻撃であろうと考えられた。
ラガートは1945年8月10日に喪失が宣告され、9月1日に除籍された。
ラガートは第二次世界大戦の戦功で1個の従軍星章を受章した。

### ラガートの発見

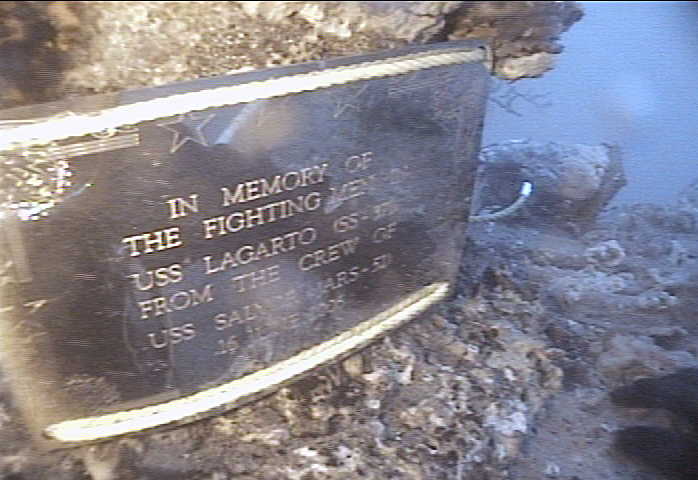
ラガートの記念銘板

2005年5月、イギリス人ダイバーのジェイミー・マクレオドに率いられた深海ダイバーグループがタイランド湾の水深70メートル（225フィート）の海底で沈没した潜水艦の船体を発見した。船体はほぼ完全な状態で残り、海底に直立していた。調査により船体前部に大きな破裂があり、爆雷による損傷で沈没したことが考えられた。また、魚雷発射管の弁は開放状態にあり、魚雷は残されていなかったことから、沈没直前に魚雷を発射した可能性が考えられた。その後、2006年6月、救難艦サルヴォア (USS Salvor, ARS-52) のダイバーが6日間に渡って調査、撮影を行い、より多くの証拠が集められた。5インチ砲がそれぞれ艦の前方と後方に確認され、スクリューには「Manitowoc」の刻印が確認された。写真は海軍の分析班に送られ、船体はラガートのものであることが確認された。